# Keijarainen
Keijarainen är en kulle i Finland. Den ligger i Enontekis i landskapet Lappland, i den norra delen av landet, 900 km norr om huvudstaden Helsingfors. Toppen på Keijarainen är 506 meter över havet, eller 146 meter över den omgivande terrängen. Bredden vid basen är 3,1 km.
Terrängen runt Keijarainen är huvudsakligen platt, men norrut är den kuperad.  Trakten runt Keijarainen är nära nog obefolkad, med mindre än två invånare per kvadratkilometer. Närmaste större samhälle är Enontekis, 18,7 km söder om Keijarainen. Omgivningarna runt Keijarainen är i huvudsak ett öppet busklandskap.